# Burgstall Schwarzenfels
Der Burgstall Schwarzenfels ist eine abgegangene Spornburg auf dem „Schwarzenfels“ bei 404,4 m ü. NN 1050 Meter ostsüdöstlich des Ortsteils Bergmatting der Gemeinde Sinzing im Oberpfälzer Landkreis Regensburg in Bayern. Die Anlage wird als Bodendenkmal unter der Aktennummer D-3-7037-0003 im Bayernatlas als „mittelalterlicher Burgstall "Schwarzenfels"“ geführt. 

## Geschichte
Von der von Herzog Otto II. von Bayern um 1240 bis 1243 erbauten Burg sind nur wenige gesicherte Daten vorhanden. Die Burg wurde 1245 wegen Beschwerden des Klosters Prüfening aufgegeben und in der Mitte des 15. Jahrhunderts abgebrochen.

## Beschreibung
Es handelte sich um eine mächtige Burganlage auf einem Burgareal von 80 mal 39 Metern. Der heutige Burgstall zeigt nur noch zahlreiche Bodenunebenheiten und ist ein Bodendenkmal.